# Polarno območje
Polarno območje se nahaja severno od 66˚33 tečajnika, pa vse do Severnega tečaja oziroma na jugu do Južnega tečaja. Za to območje je značilno izrazito pomanjkanje padavin, ter večni sneg in led. 
Najnižja izmerjena temperatura na tem območju je bila v Verkhoyansku, v Rusiji, ki je znašala - 67.8ºC. Zaradi izredno nizkih temperatur se to območje ne uspe segreti do temperature, ki bi omogočala taljenje ledu. Prav zaradi tega je to območje edino na Zemlji, ki nima svojega rastlinstva. Zaradi takšnih ekstremnih pogojev, na tem območju živijo le redka plemena, ki pa se lahko ukvarjajo le z ribolovom in občasno z lovom na medvede. Prav tako ne moremo zaslediti rastlinojedih živalskih vrst, temveč samo mesojede (medvedi), ter morske živali.
Polarna območja se razprostirajo okoli obeh Zemljinih polov. Območje na severu zemeljske oble imenujemo arktično polarno območje ali na kratko  Arktika. Na nasprotnem, južnem delu pa leži Antarktično polarno območje ali Antarktika. 
Čeprav sta si obe območji krajevno tako daleč narazen, kakor je na Zemlji sploh mogoče, imata veliko skupnega. Prva skupna značilnost je njuna geografska lega na skrajnem severu in jugu zemeljske oble. Na obeh polih poznamo polarno noč in polarni dan.
Polarno območje ločimo na 2 tipa podnebji; prvo je Tundrsko ali subpolarno, v katerem raste le mahovje in lišavje.